# Hotel Arocena
El Hotel Arocena,  antiguamente Hotel Oyarzabal, está situado en la localidad guipuzcoana de Cestona, en el País Vasco, España. Es una construcción de 1908, supuestamente realizada por el arquitecto José Gurrutxaga. 
Se trata de un edificio compacto en forma de L como resultado de la unión de dos volúmenes rectangulares apaisados. Un cuerpo central se dispone en mayor altura y representa un eje de simetría en la composición principal del conjunto. El edificio consta de planta baja, tres plantas altas y bajocubierta en mansarda, salvo en la parte central que cuenta con cinco plantas. Tiene un acceso levemente ajardinado que realza la presencia del hotel.
El hotel presenta una fachada principal plana con un orden muy regular de vanos y paños ciegos levemente decorados. La composición consta de 15 ejes verticales de vanos que equilibra el gran volumen rectangular apaisado. El edificio cuenta con una planta baja a modo de zócalo o basamento con un tratamiento diferencial respecto al resto de la fachada que incluye una imposta de separación con las plantas altas. La planta baja continua totalmente con la sucesión de los ejes de los pisos superiores y presenta vanos adintelados uniformes de gran altura, destacándose el central y los dos extremos por ser puertas y de mayor altura, frente al resto que son ventanas.
Las tres plantas altas responden a un esquema de alternancia de grandes líneas verticales de vanos y paños, marcándose levemente el cuerpo central y los ángulos extremos, donde los paños son de mayor anchura. Los elementos decorativos son sobrios y las ventanas presentan los antepechos de forja con motivos vegetales. El cuerpo central que forma el eje del edificio, consta de tres ejes, siendo el central más ancho y destacando en su tercer piso el único vano original no adintelado de la fachada, una gran ventana en arco de medio punto. En este cuerpo central, de mayor altura, entre el tercer y cuarto piso hay una inscripción con la denominación del hotel y se da una ampliación en un quinto piso con cinco vanos estrechos a modo de galería en arcos de medio punto. Un alero limita las tres plantas altas para dar paso a una bajocubierta en mansarda producto de una ampliación de la segunda mitad del siglo XX.
El edificio tuvo anteriormente, en los años 1920, otra ampliación en uno de sus laterales, por lo que hoy responde a un esquema volumétrico en forma de L, y sus fachadas laterales muestran esta diferencia, mientras una conserva la anchura del bloque original, con un único eje de vanos, la otra como consecuencia de la longitud de la ampliación supone un gran frente de doce ejes de vanos que continúa básicamente con la composición y estilo de la fachada principal. Entre la fachada principal y este lateral se da un paño de transición en el ángulo a modo de bisel con pequeños vanos circulares.
Interiormente destaca la planta baja con su recepción y salones, con columnas de fundición y carpinterías de puertas y ventanas de aspecto modernista, como las puertas giratorias de eje vertical de acceso a los salones.